# Monte Cusna
El monte Cusna es una montaña en los Apeninos septentrionales, en concreto en el tramo tosco-emiliano. Se encuentra en el tramo entre los pasos de Cerreto y de Lagastrello, con una altitud de 2121 m s. n. m. La montaña es conocida también como Uomo Morto (en italiano, "Hombre Muerto"), "Uomo che Dorme" ("Hombre durmiente") o "Il Gigante" ("El Gigante") por su aspecto, que se parece a un hombre tumbado.
El pico está situado en el municipio de Villa Minozzo, a unos 3 kilómetros del límite entre Emilia-Romaña y la Toscana. Es el más alto de la provincia de Reggio Emilia.